# アンリ・コアンダ

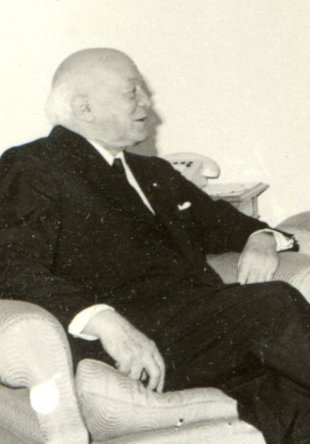
アンリ・コアンダ

アンリ・マリ・コアンダ（Henri Marie Coandă、IPA: [ɑ̃ˈri maˈri ˈko̯andə]、1886年6月7日 - 1972年11月25日）はルーマニアの発明家、航空力学の先駆者にして世界初のジェット機コアンダ=1910を製作した人物。ルーマニア語では、ヘンリ・マリエ・コアンダである　

## 経歴
ブカレストに生まれる。アンリは大家族の第二子であった。彼の父コンスタンチン・コアンダ将軍は、国立橋梁・道路学校の数学教授でもあった。母のエダ・ダネは (Aida Danet) はフランスの医師ギュスターヴ・ダネの娘で、ブルターニュ生まれの人物。アンリ・コアンダは、自分はごく小さい頃から風というものの神秘には魅了されていた、と後に述懐している。
コアンダは初めブカレストの"Petrache Poenaru Communal School"で、続いて（1896年から）"Liceu Sf. Sava"(en:Saint Sava National College) で学んだ。三年後（1899年）、彼を軍務に就けたいと考えていた父によって、ヤシの軍学校に移される。1903年、彼はそこを曹長の階級を得て卒業し、その後もブカレストの火器・軍事・海軍工学学校 (the School of Artillery, Military, and Naval Engineering) で研究を続けた。1904年には砲科連隊と一緒にドイツへ派遣され、ベルリンのシャルロッテンブルク工科大学（現：ベルリン工科大学）に入学した。
コアンダは、火器士官として卒業したが、彼の興味の対象はむしろ飛行に関する技術的な問題にあった。1905年に彼はルーマニア陸軍で投射飛行機 (missile-airplane) を製作した。1907年から1908年にかけては、ベルギー、リエージュのモンテフィオーレ大学で研究を継続した。ここで彼はジアンニ・カプローニ (Gianni Caproni) と出会った。1908年、コアンダはルーマニアに戻って現役士官として第二火器連隊で軍務に就いた。しかしながら、彼の発明家精神は軍事訓練には合わなかった。彼は請願して、軍隊を去った。その後コアンダは新たに得た自由を利用してイスファハン、テヘラン、チベットへの長い自動車旅行に出た。1909年にヨーロッパに帰り、パリに移った。パリでは新設された国立航空宇宙大学院大学（通称：SUPAERO）に入学した。一年後（1910年）、航空工学のクラスを首席で卒業した。
技師ギュスターヴ・エッフェルや、数学者・政治家にして航空工学の先駆者であるポール・パンルヴェらの援助により、コアンダは空気力学実験を開始した。ある実験では、時速90kmで走る列車の外側に模型を設置し、空気力学的挙動を分析した。また別の実験では風洞で煙と天秤（空気力を測定する）を用いて、設計中の飛行機に使う翼形状を模索した。この実験は、後にコアンダ効果として知られるようになる空気力学的効果の発見につながった。

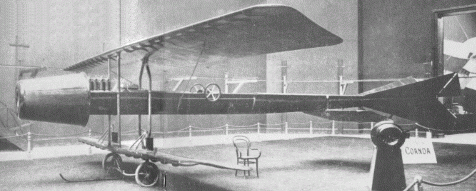
コアンダ＝1910

1910年には、ジャンニ・カプロニの工房を使って、初のモータージェット搭載機を設計・製作・試験した。これがいわゆるコアンダ=1910であり、コアンダはこの飛行機をパリでの第二回国際航空工学展覧会（the second International Aeronautic Salon in Paris）にて披露した。動力装置としては、4気筒のレシプロエンジンによって圧縮機を動かし、そこから二つの燃焼室へ空気を送って、プロペラを使うことなしにジェットによる推力を産み出した。モータージェットを動力とする次の飛行機カプロニ・カンピニ N.1が登場したのは、その三十年近く後のことであった（ジェットエンジンも参照）。
パリ近郊のイシィ・レ・ムリノー空港でこのジェット機は操縦不能に陥り、機体は滑走路を外れて炎上した。操縦していたコアンダは、幸運にも多少のスリルと顔面・手に軽症を負ったのみで脱出に成功した。この頃コアンダは、市民や科学技術関連団体からの、この分野に対する興味と援助が減少したために実験を中止した。
1911年から1924年の間、彼はブリストル飛行機会社（Bristol Aeroplane Company）の技術監督してイギリスで働いた。ここで彼はブリストル・コアンダ機としてしられる数種類の飛行機を設計している。1912年、このうちの一つがイギリスでの国際軍事航空コンテスト（International Military Aviation Contest）で優勝した。
1915年、コアンダは再びフランスへ行き、第一次大戦の間サン＝ドニのドゥロネー・ベルヴィル社で働いた。彼は三種類のプロペラ機を設計した。その一つが尾部の胴体に二つのプロペラを持ったコアンダ=1916である。この特徴は後に彼が技術的助言をした「カラベル」輸送機にも見られる。
戦間期においては、コアンダは旅行と発明を続けた。この時期の発明としては最初のジェット橇、最初の豪華空力鉄道列車がある。1934年、彼はコアンダ効果に関する特許をフランスで認可された。1935年には、彼は同じ原理に則り、"Aerodina Lenticulara"というホバークラフトを考案した。これは後にアブロ・カナダが発展させ、アメリカ空軍に買い取られた空飛ぶ円盤に外見がよく似ていた。
1969年、チャウシェスク時代初期の頃、コアンダは余生を過ごすために祖国ルーマニアに帰った。彼は科学・技術創造研究所（the Institute for Scientific and Technical Creation、略語：INCREST）で指導者として勤めた。この組織はエリー・カラフォリ（en:Elie Carafoli）によって1971年に再編されてブカレスト総合工業大学の航空宇宙工学科となり、機械工学科から分離した。
コアンダはブカレストで1972年11月25日に死亡した。86歳であった。
ブカレストのアンリ・コアンダ国際空港は彼の名に因んでいる。

## 引用
"These airplanes we have today are no more than a perfection of a child's toy made of paper. In my opinion, we should search for a completely different flying machine, based on other flying principles. I imagine a future aircraft, which will take off vertically, fly as usual, and land vertically. This flying machine should have no moving parts. This idea came from the huge power of cyclones."

## 発明と発見
- 1910年 - 空気力学実験のための可動プラットフォーム。パリ～サン＝カンタン（Saint-Quentin）間を時速90kmで走る列車の側面に据え付けられた。これは事実上、風洞と同じ機能を果たした。煙と、自身で設計した写真機を使って、飛行機に使う翼の安定性を調べることが可能となった。
- 1910年 - コアンダ=1910。世界初のモータージェット飛行機である（実演の際に壊れてしまった）。
- 1910年 - スノーモービル。空気圧利用によるスノーモービル。
- 1911年 - 二つのエンジンと一つのプロペラを持った飛行機。
- 1911から14年 - ブリストル飛行機会社の技術監督として、ブリストル・コアンダ機を設計。
- 1914から16年 - ドゥローネ＝ベルヴィル社で、三種類以上の飛行機を設計。この中には二つのエンジンを尾部に備えたコアンダ=1916も含まれる。
- 彼は建築分野むけの装飾用新素材"béton-bois"（木質コンクリート）も発明した。著名な使用例としては、ヤシの「文化の館」（en:Palace of Culture）がある。
- 1926年 - ルーマニアで働き、コアンダは地下の液体を探知する装置（石油の試掘に有用）を開発した。その直後コアンダはペルシア湾にて、沖合いで油井を掘るシステムを設計している。
- おそらく、コアンダの最も有名な発見はコアンダ効果である。コアンダ=1910の墜落後、彼は炎と白熱ガスが（拡散せずに）飛行機の胴体に沿って残ることに気付いた。同僚とともにこの現象を20年以上も研究した後にやっと、コアンダは「コアンダ効果」について書き記すに至った。ただしその名称は後にアルベール・メトラル（Albert Metral）が付けたものである。コアンダ効果は航空工学上の多くの発明に役立てられており、また超音速飛行の成功に欠かせない。

## 賞
- 1956年 - ニューヨークにて、最初のジェット機の発明者として表彰された。ある講演者は彼を「航空の過去、現在、未来そのもの」と賞賛した。
- 1965年 - ニューヨーク、国際オートメーション・シンポジウムで、ハリー・ダイアモンド研究所賞（the Harry Diamond Laboratories Award）。
- 賞と特別金メダル"Vielles Tiges"。
- 科学研究に対するユネスコ賞。
- フランス航空学会（French Aeronautics）の勲章、Order of Merit, Commander ring。